# Marcos Lachimosch
Marcos Lachimosch (polaco: Marek Jakimowski), de la familia Dąbrowa, fue un noble de Bar en Podolia (fechas de nacimiento y muerte desconocidas), quien en 1627, estando en esclavitud de los otomanos, capturó en Mitilene una galera turca que se dirigía al mercado de esclavas vírgenes de Alejandría, mediante un atrevido ataque.  Liberó a más de doscientos esclavos cristianos, incluyendo cuatro polacos, tres griegos, dos ingleses, y muchos rutenos y rusos.
Al español su hazaña fue traducida por Miguel de Santa Cruz y publicada por la imprenta barcelonesa de Esteban Liberòs en julio de 1628.

## Liberación de los esclavos
Lachimosch fue capturado por los turcos en 1620 después de la Batalla de Cecora, en Moldavia, y fue enviado a las galeras.  En el barco del Bey de Alejandría, se encuentra con otros dos polacos, cuando la nave se dirigía al mercado de esclavas vírgenes.  Aparte de éstos tres, de 221 esclavos, «tres eran griegos, dos ingleses, un italiano, los demás todos de Rutenia o de Moscú».
Lachimosch junto con sus compatriotas (Stefan Satanowski y Jan Stołczyn o Stołczyna) comenzaron a preparar un plan de escape, pero solo un accidente los ayudó: el 12 de noviembre de 1627, la galera ancló en Mitilene en la isla de Lesbos, en el mar Egeo, y el capitán y parte de la tripulación desembarcaron a tierra. Jakimowski esperaba una oportunidad así. Por suerte, ninguno de los tres polacos estaba encadenado al banquillo en ese momento, pues iban a bordo "para servicios varios".
Lachimosch corrió a la cocina, desde donde, a pesar de la resistencia del cocinero, agarró un tronco de madera y corrió hacia la popa, donde se encontraba el almacén de armas. En una breve pelea, mató a un soldado turco que intentaba bloquearle el paso, derribó la puerta del almacén y, junto con sus compatriotas, comenzó a quitarles las esposas a los galeotes y distribuirles armas. Los pocos tripulantes turcos presentes a bordo cortaron las cuerdas que sujetaban la sombra, de material pesado, queriendo dificultar el movimiento de los libertos, pero los insurgentes desesperados también consiguieron hacerlo. Atacaron a los turcos, mataron a algunos y arrojaron algunos al agua. Luego  cortaron las cuerdas del ancla y las amarras que conectaban la galera con la orilla, y los anteriores esclavos de las galeras se sentaron sobre sus remos y el barco se hizo a la mar.
En el último momento, un capitán turco apareció en la orilla, maldiciendo y rogando alternativamente a los amotinados que regresaran. Nadie lo escuchó, por supuesto, y la galera navegó en dirección oeste, hacia la Grecia continental. Tres galeras turcas dieron caza y persiguieron a los fugitivos durante día y medio, pero de repente vino una tormenta que hizo que los turcos buscaran refugio en uno de los puertos cercanos. Los fugitivos, sin nada que perder, siguieron remando. Afortunadamente para ellos, la tormenta amainó después de unas horas y la galera, capitaneada por Lachimosch, navegó a salvo.
Después de 15 días de remar, llegaron a Mesina, en la Sicilia española, y luego a Palermo al día siguiente.  Allí liberaron a "veintidós turcos que por sus excesos fueron puestos en galeras según su costumbre", así como a la esposa del Bey, cuyo nombre no se especifica, quien estaba a bordo del barco al momento del escape.
Los polacos fueron luego a Roma, donde fueron recibidos y generosamente dotados por los cardenales Cosimo de Torres, de origen malagueño, y Francesco Barberini.  En Roma, Lachimosch se casó con una mujer noble polaca llamada Katarzyna, liberada del cautiverio durante la rebelión, quien se encontraba en la galera como sirvienta de la esposa del bey, y quien era conducida para ser vendida en el mercado de vírgenes de Alejandría.  La boda de Lachimosch quedó inmortalizada en un cuadro del veneciano Tommaso Dolabella. Lachimosch luego partió hacia Cracovia con su esposa y compañeros, donde arribaron el 8 de mayo de 1628.  Allí, en Catedral de Wawel, en la tumba de San Estanislao de Cracovia, colocaron como voto una bandera turca capturada en una galera.
Se desconoce el destino posterior de Marek Jakimowski.

## Literatura
En el mismo 1628, se publicó en Roma el relato de Jakimowski, que pronto se tradujo al polaco como "Una breve descripción de la captura de la galera líder de Alejandría en el puerto de Mitelena por el valiente y gran coraje del capitán Marek Jakymowski, que era un prisionero en la misma galera. Con la liberación de 220 esclavos cristianos".
En el s. xix, la historia de Lachimosch fue inspiración para múltiples autores, incluyendo Konstanty Majeranowski, Aleksander Groza e Hipolit Świejkowski.
La historia de Marek Jakimowski fue descrita por Jan Ziółkowski en la novela Kawaler Złotyj Spur (la descripción de la captura de la galera se basa en el relato de Jakimowski, el resto de la novela es ficción). Marek Jakimowski también es uno de los héroes del libro Galeony Wojny de Jacek Komuda: presenta el supuesto destino del héroe después de su regreso a Polonia.